# Дніпровка (Запорізький район)
Дніпро́вка — село в Україні, у Запорізькому районі Запорізької області. Входить до складу Петро-Михайлівської сільської громади. До 2017 орган місцевого самоврядування — Дніпровська сільська рада.

## Географія
Село Дніпровка знаходиться в балці Тавільжанська на відстані 5 км від лівого берега річки Дніпро, за 1,5 км від села Тарасівка та за 2 км від села Петро-Михайлівка. По селу протікає пересихаючий струмок з загатою.
Село розташоване за 36 км від міста Вільнянськ за 36 км від обласного центру. Найближча залізнична станція — Вільнянськ — знаходиться за 36 км від села.

## Історія
Село утворилося в другій половині XIX ст., перша назва — Катеринівка.
7 (20) листопада 1917 року, відповідно до Третього Універсалу Української Центральної Ради, увійшло до складу Української Народної Республіки.
Внаслідок поразки Перших визвольних змагань село надовго окуповане більшовицькими загарбниками.
В 1932—1933 селяни пережили сталінський геноцид.
22 вересня 1943 року село Дніпровку в ході німецько-радянської війни визволила Червона Армія. 22 вересня відзначається як День визволення села.
З 24 серпня 1991 року село входить до складу незалежної України.

## Сьогодення
В селі працює загальноосвітня школа; тут розміщується музей на громадських засадах, матеріали якого розповідають про видатного земляка — народного артиста СРСР оперного співака Івана Сергійовича Паторжинського. Працює підприємство ТОВ «Агрофірма Жовтневий».

## Пам'ятки
- Неподалік від Дніпровки, у районі Ясинуватого, є дві пам'ятки природи державного значення — Балка Балчанська та Балка Розсохувата.
- В центрі села знаходиться братська могила радянських воїнів.